# Philippe Parain
Pour les articles homonymes, voir Parain.
Philippe Parain (1961) est un ingénieur-électronicien et industriel français.

## Biographie
Philippe Parain est un ingénieur et chef d'entreprise français né le 22 mai 1961 à Meaux.
Ingénieur diplômé par l'État. Il commence sa carrière en 1982 chez Thomson-CSF Montrouge, puis Malakoff, comme concepteur électronicien.
Il rejoint la société Électronique Serge Dassault en 1985 dans le service études générales chargé du développement des nouveaux systèmes de contremesures. Il participe au développement des systèmes de contremesures pour Rafale, F16, Mirage 2000, frégates et hélicoptères. Il joue un rôle clé dans la conception des récepteurs de radars à large bande de fréquence et interférométrie.
En 1999, il est nommé directeur de l'ingénierie de la société Detexis issue de la fusion de Dassault Électronique et de la division « Radars et Contremesures » (RCM) de Thomson-CSF qui regroupe près de 500 personnes dans le domaine du développement de systèmes de contremesures.
Après 17 ans dans le domaine de la recherche et du développement, il rejoint la société Thales Communications pour contribuer au redressement d'unités en difficulté. Il est nommé directeur délégué à la direction général de Thales Communications pour améliorer la maîtrise des affaires de la société. En 2004, directeur des processus opérationnels de la division « Land & Joint », il devient auditeur de la 41e session nationale du centre des hautes études de l'Armement,. En 2005, il est nommé président-directeur général de la société Thales Angénieux et pilote une unité qui regroupe Thales Cryogénie. À cette époque, il sollicite régulièrement la Délégation générale pour l'armement, basée à Bagneux, pour que  Thales Angénieux soit reconnue dans le patrimoine intellectuel français en particulier dans le domaine de l'optique. 
Il dirige Thales Angénieux de 2005 à 2011. Début 2013, il rejoint le groupe Zodiac Aerospace comme Directeur Général de la division Controls au sein de la branche Aircraft Systems. En juin 2015, il devient Directeur Général de la Division Fuel & Control Systems de la même branche. Il quitte le groupe Zodiac Aerospace en avril 2018 à la suite de la prise de contrôle par Safran.
Philippe Parain est marié, père de trois enfants.

## Principales contributions

### Un fréquencemètre instantané
L'invention réalisée par Philippe Parain a donné lieu au dépôt d'un brevet classifié. Elle a contribué au classement rapide des émissions radars grâce à la connaissance précise de la fréquence des émissions radars, indispensable à la caractérisation de la menace.
Le fréquencemètre large bande instantané est déployé dans différents systèmes de contremesures et implanté sur différents porteurs en activité.
Cette invention a contribué à positionner Dassault Électronique comme leader dans le domaine des systèmes de contremesures.

### Un interféromètre
Cette invention a permis la réalisation de systèmes permettant la mesure rapide de la direction de provenance de l'émission de l'onde radar. Cette innovation a fait l'objet d'un dépôt de brevet classifié.

### Des jumelles de vision nocturne
Philippe Parain a impulsé la réalisation de la JVN Minie Display, seules jumelles à intensification de lumière dotées d'une incrustation d'image. Cette JVN a été retenue pour équiper le programme « Félin » du soldat français futur.
Il est également à l'origine des jumelles Hélie, jumelles pour pilote d'hélicoptère particulièrement lumineuses puisqu'elles offrent une ouverture de 0,95.

### Le retournement puis la relance deThales Angénieux
Fin 2005, le carnet de commande de l'entreprise est au plus bas, et la situation économique appelle a un plan social. Plutôt que de toucher l'emploi des ouvriers, Philippe Parain renouvelle l'équipe de Direction et repositionne l'entreprise dans trois secteurs d'activités que sont les jumelles de vision nocturne, les optiques destinées au cinéma et les sous-ensemble optiques. Fort d'une politique innovante, mobilisant toutes les équipes, il parvient à retourner l'entreprise qui verra son Chiffre d'Affaires doubler en moins de cinq ans avec un retour rapide à la profitabilité. Il a laissé l'entreprise avec un carnet de commande de 3 années ce qui a permis le recrutement de plus de 200 personnes sur le site de Saint Héand.  

## Engagement politique
Pour les élections législatives de 2017, Philippe Parain est le candidat de LR-UDI dans la onzième circonscription des Hauts-de-Seine, qui rassemble les communes de Malakoff, Bagneux et Montrouge,.
Son score de 10,33 % ne lui permet pas de se qualifier pour le deuxième tour.

## Distinctions
- En 2009, Philippe Parain, PDG de Thales Angenieux obtient à Hollywood, pour ses équipes un Oscar[9],[10] les zooms Optimo 15-40 et 28-76.
- En 2009, il reçoit la médaille de la ville de St Héand pour sa contribution à la relance de l'entreprise.
- En 2010, il reçoit du ministre de la défense, Hervé Morin le grade de chevalier à l'ordre national de la Légion d'honneur[11]
- En 2011, il reçoit pour le compte de l'entreprise le prix de l'innovation de la Loire[12],[13]